# Мисолонги
Мисолунги или Мисолонги или (класично грчки) Месолонгион (грч. Μεσολόγγι Messolonghi) град је у Грчкој, управно средиште округа Етолија-Акарнанија у оквиру периферије Западна Грчка.

## Порекло назива
Мисолунги се први пут помиње у списима извесног Млечана Паруте у његовом опису битке код Лепанта. Данас се сматра да је ово име италијанског порекла и да чини сложеницу од две речи (messo и langhi), које у преводу значе „у средини језера“. Ово вероватно упућује на начин живота првих људи на овом подручју, које су Млечани тад затекли.

## Природни услови
Град Мисолунги се налази у јужном делу историјске покрајине Акарнија. Град је приморски и лежи на северној обали Патраског залива. После Патраса Мисолунги је најважнији град и лука у овом великом заливу. Град се налази између ушћа две значајне реке овог дела Грчке: Ахелоса западно и Евиноса источно. Посебно је занимљива делта реке Ахелоса, која је данс природни резерват. У залеђу града диже се планина Аракинтос.
Клима у Мисолунгију је средоземна са дугим и топлим летима и благим и кишовитим зимама.

## Историја
Иако је подручје Мисолунгија одувек било насељено, град је млађи од већине градова у Грчкој. У старогрчко доба северозападно од данашњег града постојао је град Плеурон, чији остаци се и да нас виде. Околина је била насељена и у следећим епохама за време владавине Римљана, Византинаца, Турака, Млечана.
Насеље Мисолунги постаје град негде у 18. веку. Значај града је посебно нарастао током Грчког устанка 1821. године, када је Мисолунги био једно од главних упоришта устаника. Град је неколико пута одолевао нападима Турака, да би 1826. године поклекао. Током овог тешког раздобља насеље је уништено, а бројно становништво је страдало у турским покољима. Овде је погинуо и Лорд Бајрон 1824. године. На том месту је кенотаф са његовим срцем.
Као потпуно уништен град Мисолунги се после добијања грчке независности развија плански. Подигнуте су многе нове грађевине. Данас је град симбол независности савремене Грчке и у њему се сваке године одржавају велике свечаности тим поводом.

## Становништво
Мисулнги данас има око 20.000 становника у граду и околини. Становништво су углавном етнички Грци. Кретање становништва по последњим пописима било је следеће:
| 1981.  | 1991.  | 2001.  |
| ------ | ------ | ------ |
| 11.375 | 10.916 | 12.225 |

Кретање броја становника у општини по пописима:
| 1991.  | 2001.  |
| ------ | ------ |
| 16.859 | 17.988 |